# アレッサンドロ・マルチェッロ
アレッサンドロ・イニャツィオ・マルチェッロ（またはマルチェルロとも、Alessandro Ignazio Marcello, 1669年8月24日  - 1747年6月19日）は、数学者・哲学者・音楽家として、多分野にわたって活躍したイタリア人貴族。バロック･コンチェルトの作曲家として有名。
アレッサンドロ・マルチェッロは、しばしば偽名「エテーリオ・スティンファーリコ Eterio Stinfalico」を用いて、《12のカンタータ》作品1のほか、数冊のコンチェルト集を出版した。今日ではその作品はめったに演奏されなくなっているが、生前のアレッサンドロは卓越した作曲家として、また楽器蒐集家としても著名であり、代表作のひとつ《オーボエ協奏曲ニ短調》は、バッハによってチェンバロ曲（BWV974）に編曲された。このほかの作品としては、2つのオーボエまたはフルートのための協奏曲集『ラ・チェトラ』（La Cetra、1738年、アントニオ・ヴィヴァルディの作品9『ラ・チェトラ』（1727年）と同名）や《リコーダー･アンサンブルと弦楽器、通奏低音のための協奏曲ト長調》などがある。《オーボエ協奏曲ニ短調》は第2楽章が特に有名で、イタリア映画「ベニスの愛」（1970年）のラストシーンで主人公が演奏する曲として使われ、再び脚光を浴びるようになった。

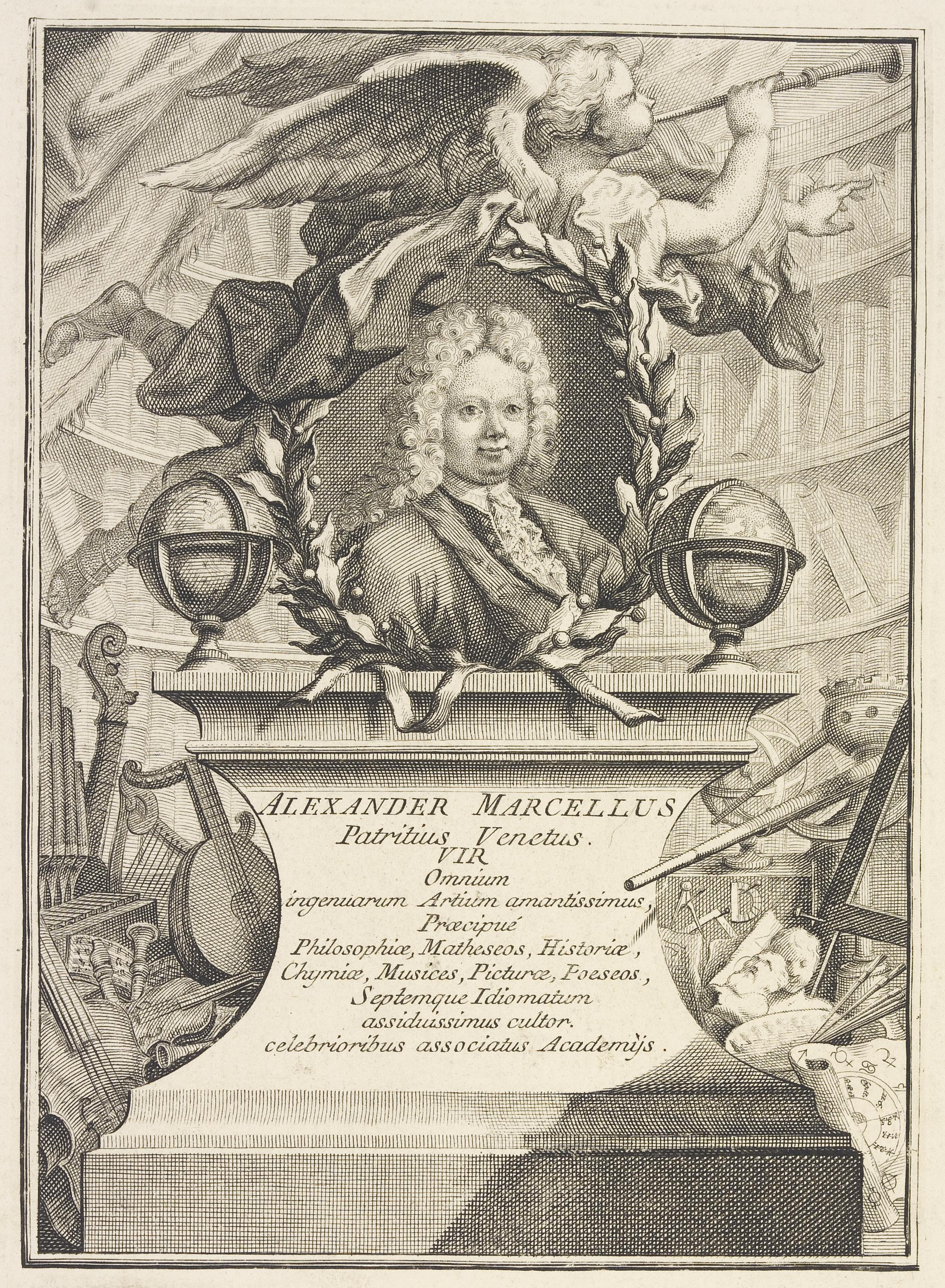

弟のベネデット・マルチェッロも兄と同様に作曲家で、ヴィヴァルディとその周辺の活動を風刺した『当世流行劇場』の著者として知られている。